# Batalla d'Aigües Sèxties
La batalla d'Aigües Sèxties va succeir l'any 102 aC, entre les legions romanes del cònsol Gai Màrius i les tribus germàniques dels teutons i els seus aliats, els ambrons.
La batalla va tenir lloc en una vall dominada per costeruts i boscosos turons, a les proximitats d'Aigües Sèxties, que impedia el pas pels Alps. En aquest lloc Gai Màrius amb uns quaranta mil legionaris va vèncer a un nombre de germànics que s'estima superior a cent deu mil.

## Preludi
L'any 122 aC, el procònsol Gai Sexti Calví, després de derrotar els sal·luvis, va fundar la colònia d'Aigües Sèxties, que va rebre el seu nom. Més endavant, quan va succeir el desastre de la batalla d'Arausio, Màrius tornava a Roma amb les seves veteranes legions de la Guerra de Jugurta. Va ser elegit cònsol de nou, després d'això va partir a enfrontar-se a les hordes cimbres. Màrius va decidir acampar en una magnífica posició a prop d'Aigües Sèxties, amb la intenció d'esperar que fossin els cimbres els qui ataquessin. Aquesta posició va ser escollida perquè des d'Aigües Sèxties es podia controlar el pas dels Alps, camí que havien d'agafar els germànics per entrar en territori romà.
Van passar gairebé tres anys fins que els germànics van irrompre a la zona, anys en els quals Màrius va utilitzar l'exèrcit en tasques de construcció civil com crear noves carreteres, arreglar ponts, aixecar obres hidràuliques, etc., i per descomptat, entrenar. També va millorar l'arma llancívola de la legió, el pílum, aportant-li una unió dèbil entre l'asta metàl·lica i el mànec de fusta. Aquesta unió es trencava després de l'impacte, de manera que, una vegada llançada, cap enemic podia capturar-la i llançar-la contra els mateixos romans. A més, després de la batalla, els soldats podien recollir un pílum «partit» i reparar-lo fàcilment.
D'altra banda, Boiòrix, després de vagar per la Hispània i la Gàl·lia des de la batalla d'Arausio, va decidir dividir en tres grups al seu seguici, que ja superaven el milió de persones, i per fi, envair Itàlia. Els teutons serien els encarregats d'entrar a Itàlia per l'oest, a través d'un pas als Alps a prop d'Aigües Sèxties.

## Desenvolupament de la batalla
Es diu que Gai Màrius va comptar amb diversos soldats que coneixien la llengua celta. Va escollir a uns pocs, entre ells Quint Sertori, i els va manar infiltrar-se en territori teutó per conèixer la data de l'atac i les intencions que portaven.
Quan Màrius va rebre l'avís de perill imminent d'atac, va ordenar a Claudi Marcel que s'ocultés amb 3000 legionaris als turons properes per realitzar una emboscada. A més, va instruir la resta dels seus legionaris perquè deixessin els germànics carregar contra ells costa amunt.
La batalla va començar quan l'avançada germana, els Ambrons, va atacar la posició romana sense esperar reforços. Els germànics van carregar turó amunt, però va quedar trencada la seva formació pel pendent i el terreny rocós, i a més delmada a causa de la pluja de pílums. Va seguir un combat a cops i punyalades, en què els romans, amb el gladius i millor entrenats i situats, van tenir un avantatge decisiu. Els germànics van ser rebutjats cap a la plana, on van intentar formar un mur d'escuts, a l'espera del gruix de les tropes germanes.
Quan la força principal (els teutons) va arribar, van atacar immediatament als romans, però les cohorts de Marcel van aparèixer des dels turons i van carregar contra els teutons caient per la seva rereguarda, mentre Màrius les atacava de cara. La rereguarda germana va cedir, les primeres files es van dispersar i tot l'exèrcit va quedar desfet. Pel que sembla hi va haver una veritable massacre. Van morir uns noranta mil germànics, i altres vint mil més van ser fets presoners, incloent el seu rei Teutobod. Aquest rei va ser conduït a Roma, per celebrar el triomf, on finalment va ser executat. Plutarc explica que els pagesos de la rodalia van fer servir els ossos dels germànics difunts per construir tanques a les seves finques, i que la terra impregnada de tanta sang va donar unes collites inusuals.

## Conseqüències
El desastrós resultat d'aquesta batalla va fer que el tercer grup d'invasió germànic es desanimés i tornés a Jutlàndia.
El Senat romà va oferir a Màrius celebrar el triomf de la victòria, però, adonant-se del perill que encara significaven els cimbres, ho va rebutjar, i es va unir a Quint Lutaci per enfrontar-s'hi. Un any després els cimbres serien igualment derrotats a la batalla dels Camps Raudis, la qual cosa suposaria el fracàs dels plans d'envair Roma per part de les tribus germàniques.